# HIGD2A
HIGD2A (англ. HIG1 hypoxia inducible domain family member 2A) – білок, який кодується однойменним геном, розташованим у людей на 5-й хромосомі. Довжина поліпептидного ланцюга білка становить 106 амінокислот, а молекулярна маса — 11 529.
| 10         |  | 20         |  | 30         |  | 40         |  | 50         |
| ---------- |  | ---------- |  | ---------- |  | ---------- |  | ---------- |
| MATPGPVIPE |  | VPFEPSKPPV |  | IEGLSPTVYR |  | NPESFKEKFV |  | RKTRENPVVP |
| IGCLATAAAL |  | TYGLYSFHRG |  | NSQRSQLMMR |  | TRIAAQGFTV |  | AAILLGLAVT |
| AMKSRP     |  |            |  |            |  |            |  |            |

A: Аланін

C: Цистеїн

E: Глутамінова кислота

F: Фенілаланін

G: Гліцин

H: Гістидин

I: Ізолейцин

K: Лізин

L: Лейцин

M: Метіонін

N: Аспарагін

P: Пролін

Q: Глутамін

R: Аргінін

S: Серин

T: Треонін

V: Валін

Задіяний у таких біологічних процесах, як транспорт, транспорт електронів, дихальний ланцюг, ацетилювання. 
Локалізований у мембрані, мітохондрії, внутрішній мембрані мітохондрії.